# Camponotus phytophilus
Camponotus phytophilus är en myrart som beskrevs av Wheeler 1934. Camponotus phytophilus ingår i släktet hästmyror, och familjen myror. Inga underarter finns listade.